# Саратов, Андрей Александрович
Андрей Александрович Саратов — подполковник Министерства внутренних дел Российской Федерации, участник антитеррористических операций в период Первой и Второй чеченских войн, погиб при исполнении служебных обязанностей, кавалер двух орденов Мужества (второго — посмертно).

## Биография
Родился 22 апреля 1962 года в городе Магнитогорске Челябинской области в семье работников местных предприятий.
В 1979 году окончил Магнитогорскую среднюю школу № 12, после чего продолжил учёбу на факультете иностранных языков Магнитогорского государственного педагогического института. В период учёбы стажировался в Великобритании, при университете города Портсмута. В 1984 году завершил обучение, получив специальность учителя английского и немецкого языка. В 1984—1986 годах проходил службу в Вооружённых Силах СССР, дослужился до звания старшины и должности заместителя командира взвода.
В августе 1986 года по партийной путёвке Саратов был направлен в органы внутренних дел. Первоначально был милиционером 2-й роты Отдельного батальона патрульно-постовой службы УВД города Магнитогорска, позднее занимал различные должности в районных отделах внутренних дел. В январе 1994 года, когда был создан Отряд милиции особого назначения при УВД города Магнитогорска, капитан милиции Саратов был назначен на должность заместителя его командира и одновременно — начальника штаба. В период Первой чеченской войны дважды командировался в Чеченскую Республику — с 13 января по 24 февраля 1995 года и с 21 марта по 6 мая 1996 года. Принимал активное участие в ликвидации незаконных вооружённых формировании на территории этой автономии. За мужество и отвагу, проявленные в боевых условиях, Саратов был награждён орденом Мужества и медалью «За отвагу».
Когда началась Вторая чеченская война, в апреле 2000 года Саратов был направлен в третью по счёту командировку в Чеченскую Республику. Магнитогорский ОМОН был размещён в городе Аргуне, где после завершения ожесточённых боёв был создан Временный городской отдел внутренних дел. Вместе с сотрудниками отряда Саратов принимал активное участие в восстановлении на территории данного населённого пункта конституционного порядка, обеспечении законности и правопорядка. Вечером 2 июля 2000 года на территорию временного городского отдела внутренних дел въехала грузовая автомашина «Урал», за рулём которой находился террорист-смертник. Внутри находилось значительное количество взрывчатки. Террорист произвёл самоподрыв, в результате которого погиб сам, при этом здание Аргунского горотдела было полностью разрушено. Магнитогорский ОМОН понёс существенные потери — среди погибших оказалось 6 его сотрудников, среди них был и подполковник милиции Андрей Александрович Саратов. Похоронен на Левобережном кладбище города Магнитогорска Челябинской области.
Указом Президента Российской Федерации от 27 августа 2001 года подполковник милиции Андрей Александрович Саратов посмертно был удостоен второго ордена Мужества.

## Память
- Именем подполковника Саратова назван проезд в городе Магнитогорске[4].
- Его имя носит также Магнитогорская средняя школа № 12, в школьном музее ему посвящена экспозиция.
- На здании Магнитогорской средней школы № 12 установлена мемориальная доска.
- Подполковник Саратов навечно зачислен в списки личного состава УМВД Челябинской области.
- Имя Саратова увековечено на мемориале погибшим сотрудникам ОМОН при УВД города Магнитогорска.
- В память о Саратове проводятся соревнования по тайскому боксу[5].